# Пантелеймон Калафатис
Пантелеймон (на гръцки: Παντελεήμων) е гръцки духовник, ксантийски и перитеорийски митрополит от 1995 година.

## Биография
Григориос е роден като Михаил Калафатис (Μιχαήλ Καλαφάτης) в халикидическото село Петрокераса (Равна), в 1943 година. Той завършва право през 1967 г. и теология през 1973 г. Ръкоположен е за дякон и свещеник през 1970 г. и служи като проповедник в Спарта. Директор е на Семинарията на Кавала, протосингел на Филипийска, Неаполска и Тасоска епархия и игумен на манастира „Успение Богородично“ на Тасос. През 1995 г. е избран за митрополит на Ксантийската и Периторийска епархия. На 1 февруари 2001 г. той получава почетна докторска степен от Тракийския университет „Демокрит“.